# Apisa crenophylax
Anapisa crenophylax là một loài bướm đêm thuộc phân họ Arctiinae, họ Erebidae.